# مؤسسه سنتا فه

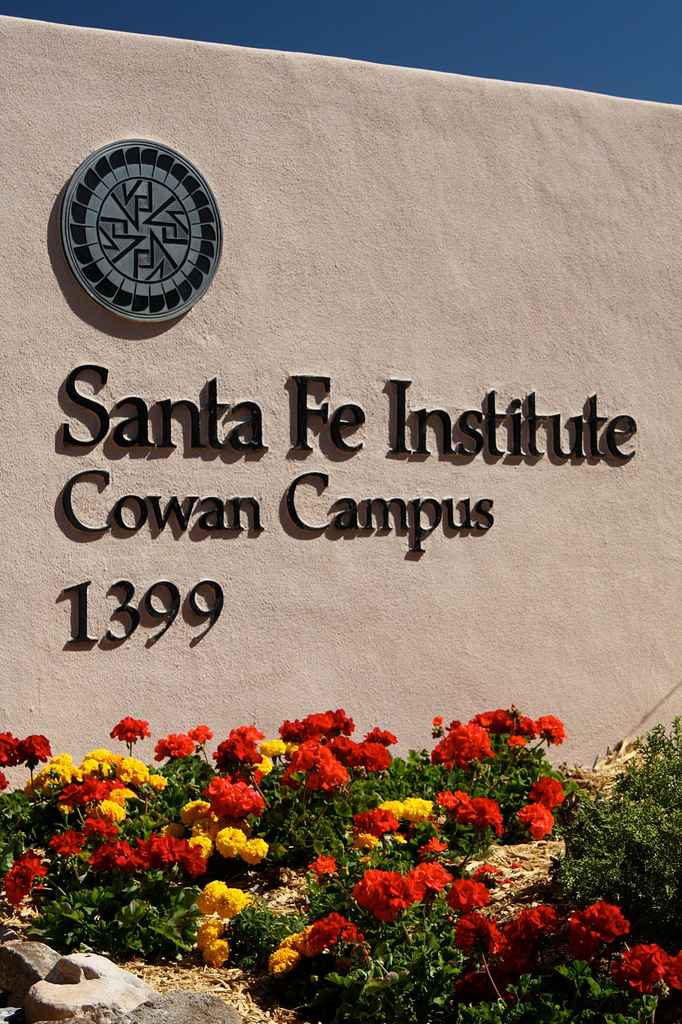
نشان سر در ورودی، نهاد سنتا فه، نیومکزیکو

مؤسسه یا نهاد سنتا فه، (به انگلیسی: Santa Fe Institute) یک نهاد غیرانتفاعی مستقل در پژوهش‌های نظری است.

این نهاد یا مؤسسه در سنتا فه در نیومکزیکو در ایالات متحده قرار گرفته‌است. این نهاد در پژوهش‌های چند رشته‌ای و سیستم‌های پیچیده شامل فیزیک، رایانه، زیست شناسی، و سیستم‌های اجتماعی فعالیت دارد.
این نهاد در ۱۹۸۴ از سوی دانشمندان جورج کوان، دیوید پینس، استیرلیگ کولگیت، موری گل‌مان، نیک متروپلیس، هرب اندرسون، پیتر ا. کاروتور و ریچارد اسلن‌اسکی پایه‌گذاری شده‌است.